# 김좌진
김좌진(金佐鎭, 1889년 11월 24일 ~ 1930년 1월 24일)은 대한제국 및 대한민국 임시정부 시기의 군인이다.
그는 대한제국 육군무관학교(現 육군사관학교)를 졸업했다. 청산리 전투를 승리로 이끈 지휘관이었으며, 김동삼, 오동진 등과 3대 맹장(猛將)으로 불리기도 하였다. 1930년 공산주의자 박상실에 의해 피살되었다. 본관은 신 안동. 김상용의 11대손이며 자는 명여(明汝), 호는 백야(白冶)이다.
나이 17세(1906년)에 그는 집안의 가노를 해방 및 땅을 분배하였고 민족적 자립을 위한 무장 독립 운동의 선봉에도 서는 동시에 국가의 미래를 위한 교육사업도 활발히 펼쳐 노블레스 오블리주를 실천한 대한제국 교육 사회 사업 르네상스 혁신 선구자 인물 중 한 명이기도 하다. 형평사 운동에도 관여했다.

## 생애

### 출생과 성장

1920년 청산리 전투 승전 기념

충청남도 홍성군 갈산면 행산리에서 출생하였다. 흔히 청산리 대첩의 대표 장군으로 나온다. 만3살 때(1892년) 아버지 김형규를 여의었으나 넉넉한 살림에 경제적으로 어려운 일은 없었다. 하지만, 아비 없는 자식이라는 손가락질하는 소리를 듣지 않기 위해 모친인 한산 이씨에 의해 엄하게 교육을 받으며 성장하였다. 1904년 해주 오씨 오숙근과 혼인하였다.

### 애국의 길을 선택하다
1905년 대한제국 육군무관학교에 입학하였고 같은 해, 가노 해방 및 전답을 무상 분배한 뒤 1907년 호서(충청도) 지방을 밝게 한다는 즉 개화한다는 뜻인 호명학교를 설립하였다. 가산을 정리한 뒤 학교 운영에 충당하게 하고 90여 칸으로 된 자신의 집을 학교 교사로 제공했다. 홍성에 대한협회 지부와 기호흥학회를 조직하여 애국 계몽 운동을 전개하였다. 1909년 기호흥학회 장학재단을 설립하였고 한성신보 이사를 역임하였다. 안창호·이갑 등과 서북학회를 세우고 산하 교육기관으로 오성학교를 설립하여 교감을 역임하는 한편, 청년학우회 설립에도 협력하였다.

### 항일투쟁의 길을 걷다
1911년 동간도에 독립군 사관학교를 설립하기 위하여 자금조달자 돈의동에 사는 족질 김종근을 찾아간 것이 원인이 되어, 2년 6개월간 서대문형무소에 투옥되었다. 복역 중 김구와도 조우한다. 1913년 서대문형무소에서 출소한 김좌진은 “사나이가 실수하면 용납하기 어렵고 지사가 살려고 하면 다시 때를 기다려야 한다.”라는 시를 지었다. 1917년 대한광복단을 조직하여 박상진 등과 활동하다 1918년 만주 길림으로 망명하면서 “칼 머리 바람에 센데 관산 달은 밝구나 칼끝에 서릿발 차가워 고국이 그립도다 삼천리 무궁화 동산에 왜적이 웬 말이냐 진정 내가 님의조국을 찾고야 말것이다.”라는 시를 지었다. 대한정의단에 합류한 군사부문 책임자가 되었고 동 단체를 군정부로 개편한 후 사령관으로 추천되었다. 한편, 1918년 박상진이 체포되어 사형선고를 받았을 때 박상진을 구하기 위해 파옥계획을 세웠으나 실현은 하지 못했다.
1918년 길림에서 무오 독립선언에 서명하였다. 1919년 북로군정서 사단장과 사관연성소 소장을 겸임했다. 1920년 10월 21일 청산리 전투를 지휘하여 일본군을 대파하였다. 김좌진은 1921년 대한독립군단을 결성했다. 1921년 우수리강을 넘어 이만까지 갔다가, 다시 북만주로 돌아왔기 때문에 자유시참변은 겪지 않았다.
1925년 군사위원장 겸 사령관직 겸임한 신민부를 창건하였다. 또한 북간도 목릉현에 성동사관학교를 세워 부교장으로서 정예사관 양성에 심혈을 기울였다. 이때 대한민국 임시정부가 국무위원으로 임명했으나, 취임하지 않고 독립군 양성에만 전념하였다.

### 최후
1928년 한국유일독립당을 조직하였고 1929년 한족총연합회 주석이 되었다. 이 과정에서 민족주의계열과 공산주의계열 독립운동가 사이에 갈등이 격화되었고 1930년 1월 24일 고려공산청년회 회원 박상실에게 피살되었다. 김좌진은 사망하기 직전 “할 일이…. 할 일이 너무도 많은 이때에 내가 죽어야 하다니. 그게 한스러워서….”란 말을 남겼다. 사후 3년 뒤, 아내 오숙근이 유해를 수습하여 고향 홍성에 임시로 매장하였다가 해방 후 김두한에 의해 정식으로 안장되었다.

## 사후
- 한족총연합회에서 사회장으로 치러졌다. 그의 장례에 참석한 중국 사람들은 고려의 왕이 죽었다고 애도하였다.
- 1933년 경성에 있던 부인 오숙근이 일제를 피해 만주로 다시 가서 상자에 김좌진의 유해를 위장하여 홍성군 서부면 이호리에 밀장한 뒤 1957년 김두한에 의해 지금의 장소로 이장되었다. 이듬해 사망한 부인 오숙근은 남편 김좌진과 함께 합장되었다.
- 1947년 김좌진을 추모하는 추모회가 열렸다.
- 대한민국 정부는 고인의 공헌을 기리기 위하여 1962년 건국훈장 대한민국장을 추서하였다.
- 1974년 보령시에서 김좌진의 성역화사업을 추진하고, 이와 동시에 그의 업적과 정신을 후세에 계승코자 매년 10월 22일에 행사가 개최되고 있다.
- 생가터(안채, 사랑채, 광이 따로 있고 앞면 8칸 옆면 3칸의 기와집으로 서쪽을 향하고 있음)는 충청남도 기념물 제76호로 지정되었다.[7]
- 1999년 백야 김좌진 장군 기념사업회가 설립되었다. 그리고 2013년 8월, 대한민국 해군 손원일급 잠수함 4번함이 '김좌진함'으로 명명되었다.

## 평가
{{완성 문단))
| “ | 그이(김좌진)는 몸이 뚱뚱하면서도 후리후리한 키가 구척 장신인 거인인 만큼 힘도 큰 장사이였습니다. 옛날 우리 집에 ‘놋두멍’은 얼마나 무거웠든지 빈 것이라도 칠팔명 장정이 들어야 땅김이라도 하는 것을 그이는 혼자서 힘드리지 않고 물이 반독이나 들어잇는 것을 능큼능큼 들곤 하였습니다. 그렇게 때문에 먹는 것도 대음(大飮) 대식(大食)이였습니다. 술도 그랫거니와 밥 한 두 그릇은 맛이나 보고 고기 근이란 량에 차지도 아니하였답니다. | ” |
|   | — 동아일보 1930년 2월 13일자 |   |

| “ | 당신도 총에 맞고 나도 총에 맞았는데, 왜 나 혼자 살아서 오늘날 이 꼴을 본단 말이오. 당신은 영혼이 되시어 우리 동포를 이끌어가는 나를 보호해 주시오. 그리고 땅 밑에서 당신과 만날 때 우리 둘이서 그 옛날 서대문감옥에서 하던 말 다시 말해 봅시다. | ” |
|   | — 1947년 김구의 김좌진 장군 추도사 中 |   |

| “ | 김좌진 장군은 칠 척 거구에 만인을 위압하는 태산과 같은 위엄과 형형한 안광 그리고 도도한 웅변력을 가진 진정한 영웅호걸이었다. | ” |
|   | — 철기 이범석의 회고록 中 |   |

| “ | 중국은 청일 전쟁 당시 일본에 패배하였습니다. 이것은 일본에 대한 저항의 자신감을 잃게 했습니다. 청산리 전투의 승리로 중국 사람들의 항일 정신을 고무시켰습니다. 청산리 전투의 승리는 중국인들이 일본 제국주의를 이길 수 없다는 생각을 바꿔놓았습니다. | ” |
|   | — 장완린 작가 |   |

### 기타
공산 진영에서 김좌진이 친일로 변질했다며 비판하나 이는 자유시 참변으로 민족 진영과 공산 진영의 대립으로 깎아내리기 위한 나온 말이며 실제로 김좌진은 좌우가 협력해 독립운동해야 한다고 주장한 민족주의자였다.
- 신민부가 해체되는 대표적인 사건 '빈주사건'으로 사형선고를 받았다고 한다.

- 1963년 건국훈장 독립장을 받은 김좌진 장군의 막빈(비서이자 참모)이었던 이정(李楨, 1895 ~ 1943)이 일제의 밀정이 되어 그와 관련된 정보를 일제에 넘겼던 것으로 밝혀졌다.[13]

- 공산주의 반대한 탓? '이달의 독립운동가' 김좌진 제외 논란 중앙일보 2019.10.14 : 대상에 올라 있던 김좌진을 제외하고, 없던 인물인 공산주의자 이동휘를 넣었다.

## 어록
| “ | 적막한 달밤에 칼머리의 바람은 세찬데 칼끝에 찬서리가 고국생각을 돋구누나 삼천리 금수강산에 왜놈이 웬말인가 단장의 아픈마음 쓰러버릴 길 없구나 | ” |
|   | — 《독립기념관 〈단장지통〉어록비》 |   |

| “ | 칼 머리 바람에 센데 관산 달은 밝구나 칼끝에 서릿발 차가워 고국이 그립도다 삼천리 무궁화 동산에 왜적이 웬 말이냐 진정 내가 님의조국을 찾고야 말것이다. | ” |
|   | — 《1918년 만주 길림으로 망명하면서》 |   |

| “ | 사나이가 실수하면 용납하기 어렵고 지사가 살려고 하면 다시 때를 기다려야 한다. | ” |
|   | — 《1913년 서대문형무소에서 출소하면서》                                      |   |

| “ | 할 일이 할 일이 너무도 많은 이때에 내가 죽어야 하다니 그게 한스러워서… | ” |
|   | — 《1930년 1월 24일 북간도 산시역에서 사망하기 직전에 남긴 말》        |   |

| “ | 본년 8월 이래로 적의 독균이 간도에 파급되어 슬프다! 우리 무고한 양민이 적의 독봉 아래 원혼이 된 자 얼마며 그 많은 재물과 양곡이 화염 속에 사라진 것이 얼마며 이렇게 땅은 얼고 찬 기운이 뼈를 깎는데 옷 없고 집 없이 길에서 굶어 죽는 자 얼마인가. 종이조각에 대한 두 글자만 나타나도 그 집은 잿더미가 되고 탄피의 빈 껍질 하나라도 들어나면 그 사람은 죽임을 당하니 모든 사람이 입을 봉하고 서로 눈 질만하고 있다. 교회당에 불을 지르고 학교를 헐어 문명을 박멸하니 천인이 공노하고 있는도다. 우리 군정서는 죽을힘을 다하여 혈전 4,5일에 적의 연대장 이하 수십 명의 장교와 1천2백 명의 병졸 을 죽였다. 그러나 부득이 험악한 산중으로 물러나 스스로를 지키면서 재기의 그날을 기약할 것이다. 이에 아래와 같은 격문을 포고한다. 정의를 보고 용감한 것이 우리 독립군의 정신이요 싸움에 임하여 물러서지 않는 것은 우리 독립군의 기백이니 어찌 공로를 계산하고 이익을 도모하여 대의를 저바릴 것인가. 이 격문이 이르는 날부터 각기 정의를 분발하여 성패를 불문하고 다 함께 함몰되어 가는 민족과 조국을 건져내어서 대한 광복의 대업을 조속히 완성합시다. | ” |
|   | — 《간도 참변 이후 김좌진의 군정서 격고문》 |   |

## 가족
- 조부 : 김병호(金炳皓, 1825~1886)
- 양조부 : 김병태(金炳泰)
  - 삼촌 : 김덕규(金德圭,1848~1900)
  - 아버지 : 김형규(金衡圭,1864~1892)[15]
  - 어머니 : 한산 이씨 이상희(1863~1949)
    - 형 : 김경진(金敬鎭,1883~1963,삼촌 김덕규의 양자로 출가)
    - 누나 : 김옥출
    - 남동생 : 김동진(金東鎭,1891~1938)
    - 본인
      - 첫째 부인 : 오숙근(1887~1958)
        - 적장녀 : 김석출

      - 둘째 부인 : 김계월(1904~1970년대)
        - 서장자 : 김두한(1918~1972)

      - 셋째 부인 : 박계숙(박상궁의 딸, 김계월과 동일인물 추정)
      - 넷째 부인 : 나혜국(1901~1992)
        - 적차남 : 김철한(1924~1998)

      - 다섯째 부인 : 김영숙
        - 서차녀 : 김강석
          - 장손자 : 김경동[16](1955~)
          - 차손자: 김현동[17]

## 같이 보기
- 체코슬로바키아 군단

- 間島琿春地方外務省警察ノ沿革, 別冊 : 間島地方兵匪ノ暴動ト我警察官ノ活動及皇軍ノ出動 (1931-1937) 국회도서관 (온라인 열람가)

60 外務省警察史附屬寫眞第一號(間島ノ部)
pp.830~835 에 김좌진 장군이 사용하던 물품, 무기, 증서 등의 사진이 있음.
- 이을규(李乙奎), 『시야 김종진 선생전(是也 金宗鎭 先生傳)』[깨진 링크(과거 내용 찾기)] (서울, 한흥인쇄소, 1963)
- 박영석, 백야 김좌진장군 연구(白冶 金佐鎭將軍 硏究) 국사관논총(國史館論叢) 第51輯 (국사편찬위원회, 1994-06-20)
- 송상도(宋相燾, 1871~1946), 『기려수필(騎驢隨筆)』 > 1921년-1929년 > 金佐鎭(二) 壬戌獨立軍總大將 한국사료총서 제2집 (국사편찬위원회, 1971년 3월 20일) pp.316∼319.
- 《아나키즘 등장하다⑩ 거성 김좌진 암살사건 : 청산리 대첩의 영웅, 공산주의 총탄에 스러지다》 중앙선데이 제285호 2012.08.26 : 이덕일 저, 『잊혀진 근대 : 다시 읽는 해방 전(前)사 1918 - 1945 (이덕일 역사평설)』 (역사의 아침, 2013.10.28) 10장에 수록.
- <의혹 추적> 문화부는 왜「이달의 문화인물」에 프로 문학가 姜敬愛를 선정했나 『소설가 姜敬愛는 金佐鎭 장군 암살 敎唆犯(교사범)의 동거녀』(前 광복회장 李康勳옹의 生前 회고) : 월간조선 2005년 2월호
- 문창범
- 독립유공자로 대한민국장을 수여받은 사람
- 서일(徐一, 1881년 2월 26일 ~ 1921년 8월 28일)
- 홍범도

## 관련 작품

### 영화
- 《일송정 푸른 솔은》 (1983년) (배우 : 김기주)

### 드라마
- 2002년 ~ 2003년 SBS 《야인시대》 (배우 : 최동준)
- 2011년 SBS 《북만벌, 칼을 가는 나그네 - 백야 김좌진 장군》 (배우 : 이일재)

## 참고 자료
- 윤명숙, 《대한영웅전 1》 (국가보훈처, 1995)